# Harlan Marbley
Harlan Joseph Marbley (* 11. Oktober 1943 in White Oak, Maryland, Vereinigte Staaten; † 13. Mai 2008 in Clinton, Maryland, Vereinigte Staaten) war ein US-amerikanischer Boxer. Bei den Olympischen Spielen 1968 in Mexiko-Stadt gewann er eine Bronzemedaille im Halbfliegengewicht.

## Boxkarriere
Marbley boxte in der United States Army, war 1,62 m groß und trug den Spitznamen „Peewee“. Bei den Militär-Weltmeisterschaften der CISM gewann er 1965 in München und 1967 in Fort George G. Meade die Goldmedaille, sowie 1966 in Triest die Silbermedaille.
Bei den Panamerikanischen Spielen 1967 in Winnipeg schied er im Halbfinale gegen Francisco Rodríguez aus und gewann damit eine Bronzemedaille.
1968 gewann er die US-Meisterschaften und auch die US-Olympiaqualifikation, wodurch er sich für die Olympischen Spiele 1968 in Mexiko-Stadt qualifizierte. Bei den Olympischen Spielen besiegte er Fuat Temel und Gabriel Ogun, ehe er im Halbfinale erneut gegen Francisco Rodríguez mit einer Bronzemedaille ausschied.

## Sonstiges
Marbley hatte 14 Geschwister, war verheiratet und Vater von vier Kindern. Er arbeitete zum Zeitpunkt der Olympischen Spiele 1968 als Wachmann beim MPDC, später als Küchenhilfe in einem Veteranenhospital bei Washington sowie als Jugendberater. Seine Ehefrau Jane war Reinigungskraft in der Washington Navy Yard und wurde 1979 ermordet. 1988 wurde auch einer seiner Söhne das Opfer eines Tötungsdelikts.
Harlan Marbley wurde am Cheltenham Veterans Cemetery in Cheltenham, Maryland, beigesetzt.